# Ishida Eiichirō
Ishida Eiichirō (japanisch 石田 英一郎; geboren 30. Juni 1903 in Osaka; gestorben 9. November 1968) war ein japanischer Anthropologe der Shōwa-Zeit.

## Leben und Werk
Ishida Eiichirō besuchte die Universität Kyōto, musste diese aber wegen linkspolitischer Aktivitäten verlassen. Daraufhin ging er nach Wien und studierte dort Anthropologie unter Wilhelm Schmidt und Wilhelm Koppers. 1951 wurde er auf den neu geschaffenen Lehrstuhl für Kulturanthropologie an der Universität Tokio berufen.
Ishida untersuchte das, was als spezifisch japanisch der japanischen Kultur betrachtet wird, unter dem Blickwinkel in einem größeren ostasiatischen Kontext, indem er eine vergleichende volkskundliche Methode anwandte, die als „Kulturkreislehre“ bekannt ist. Seine vergleichende Studie „Kappa komabiki-kō“ (河童駒引考) zu Kappa, dem mythologischen Geschöpf, das in der japanischen Legende auftritt, die 1948 erschien, ist ein größerer Forschungsbeitrag in jenen Jahren.
Später entwickelte Ishida eine Theorie der kulturellen Wechselbeziehungen auf Grund der materialistischen Sicht Marx’ und einem anthropologischen Konzept von Kultur, wie sie von der neu-evolutionären Schule verfochten wird. 1967 erhielt er den Mainichi-Kulturpreis.
Ishidas Schriften sind in einer Gesamtausgabe (石田英一郎全集) zusammengefasst, die von 1970 bis 1972 in acht Bänden erschien.